# ژان دالی
ژان دالی (انگلیسی: Jean Dalli؛ زادهٔ ۱۳ اوت ۱۹۷۶) بازیکن فوتبال اهل بریتانیا است.
از باشگاه‌هایی که در آن بازی کرده‌است می‌توان به باشگاه فوتبال سلو تاون، باشگاه فوتبال دوور اتلتیک، باشگاه فوتبال چلمزفورد سیتی، و باشگاه فوتبال کولچستر یونایتد اشاره کرد.